# هم‌زمانی تولیدمثلی
هم‌زمانی تولیدمثلی (به انگلیسی: Reproductive synchrony) اصطلاحی است که در زیست‌شناسی فرگشتی و بوم‌شناسی رفتار استفاده می‌شود. همزمانی تولیدمثل - که گاهی "همزمانی تخمک‌گذاری" نامیده می‌شود - ممکن است خود را به عنوان "فصلی بودن تولیدمثل" نشان دهد. در مواردی که زنان به‌طور منظم دچار قاعدگی می‌شود، " همگامی قاعدگی " یکی دیگر از اصطلاحات ممکن است.

شکل الف. زنانی که برای ژن‌های خوب رقابت می‌کنند باید از همزمانی تخمک‌گذاری پرهیز کنند. با حرکت از یک زن به زن دیگر، یک مرد مسلط در این شرایط می‌تواند انحصار خود را اعمال کند. علائم: دایره = ماده. پیکان = تخمک‍گذاری. مثلث = نر.

شکل ب. زنانی که به زمان و انرژی مردانه نیاز دارند، باید چرخه‌های خود را هماهنگ کنند و از انحصار دسترسی هر مردی جلوگیری کنند.

گفته می‌شود که تولیدمثل زمانی هماهنگ می‌شود که جفت‌گیری‌های بارور در یک جمعیت به‌طور موقت خوشه‌بندی شوند، که سبب حاملگی‌های متعدد (و متعاقب آن تولدها) در یک بازه زمانی محدود می‌شود. در محیط‌های دریایی و دیگر آبزیان، این پدیده را می‌توان تخم‌ریزی انبوه نامید. تخم‌ریزی انبوه در تعداد زیادی از تبارشاخه‌ها از جمله در جوامع مرجانی در سد بزرگ مرجانی دیده و ثبت شده‌است.